# Asyneuma michauxioides
Asyneuma michauxioides är en klockväxtart som först beskrevs av Pierre Edmond Boissier, och fick sitt nu gällande namn av Jürgen Damboldt. Asyneuma michauxioides ingår i släktet Asyneuma och familjen klockväxter. Inga underarter finns listade i Catalogue of Life.